# Morti nel 935
| Questa pagina contiene informazioni ricavate automaticamente dalle voci biografiche con l'ausilio del template Bio e di un bot. L'aggiornamento è periodico e automatico e ricostruisce completamente la pagina. Se manca una persona in questa lista, sei pregato di non aggiungerla, ma accertati piuttosto che la sua voce biografica contenga il template Bio e che i dati anagrafici siano correttamente compilati. Se il template Bio manca, inseriscilo tu stesso o, in alternativa, metti l'avviso {{tmp\|Bio}} che ne segnala la mancanza. Se i dati riportati sono sbagliati, correggi direttamente la voce biografica; le modifiche saranno visibili in questa lista entro pochi giorni. Per chiarimenti vedi il progetto biografie. La lista contiene solo le 6 persone che sono citate nell'enciclopedia e per le quali è stato implementato correttamente il template Bio. Pagina aggiornata al 2 lug 2025. |

- 28 settembre - Venceslao I, sovrano boemo
- 13 novembre - Adalberto, vescovo italiano
- 14 novembre - Adalbert II di Salisburgo, arcivescovo tedesco
- Areta di Cesarea, vescovo, teologo e bibliografo bizantino (n. 860)
- Bosone di Borgogna, conte
- Mardavij ibn Ziyar, militare persiano (n. 890)